# 2005 LC54
2005 LC54 est un objet du disque des objets épars.

## Caractéristiques
2005 LC54 mesure environ 201 kilomètres de diamètre.